# رخصة القيادة في فنلندا
رخصة القيادة في فنلندا وهي رخصة قيادة السيارة يمكن الحصول عليها إما في مدرسة خاصة لتعليم قيادة السيارات أو من قبل قريب لديه رخصة قيادة. يتطلب الأمر أن يكون لدى السائق سيارة مع دواسة فرامل. تنتهي صلاحية الترخيص الأولي بعد عامين وتُلغى إذا تحصل السائق الجديد على أكثر من غرامتين.

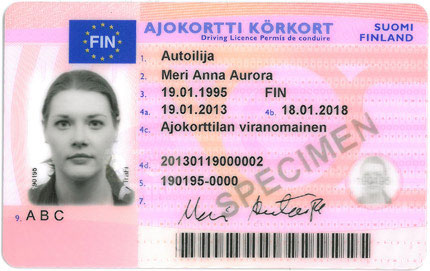

## المتطلبات
يمكن الحصول على رخصة قيادة السيارة إما في مدرسة خاصة لتعليم قيادة السيارات أو من قبل قريب لديه رخصة قيادة. إذا تم تدريب الشخص من قبل أحد الأقارب، يجب الحصول على رخصة مدرب خاص ولديه سيارة مجهزة وفتشت مع مجموعة إضافية من دواسات الفرامل للراكب الأمامي. يتطلب التدريب على ترخيص الفئة B ثماني عشر ساعة من القيادة الموضحة، بما في ذلك أخذ دورة القيادة الزلقة، وتسعة عشر درسًا في النظرية. بعد ذلك، يجب على الشخص اجتياز اختبار نظري محوسب واختبار القيادة في حركة المرور في المدينة مع الحد الأدنى لمدة 30 دقيقة. التدريب على الدرجة C مماثل، ولكنه أطول.